# Ферна
Ферна (нем. Ferna) — община в Германии, в земле Тюрингия. 
Входит в состав района Айхсфельд. Подчиняется управлению Линденберг/Айксфельд.  Население составляет 572 человека (на 31 декабря 2010 года). Занимает площадь 4,44 км².